# Біджала II
Біджала II (каннада ಇಮ್ಮಡಿ ಬಿಜ್ಜಳ) — найвідоміший правитель південних Калачурів, який спочатку був васалом царя Чалук'їв Вікрамадітьї VI.

## Правління
1157 року Біджала очолив повстання проти Західних Чалук'їв, після чого став самостійним володарем Декану.